# Гоменюк, Владимир Михайлович
Влади́мир Миха́йлович Гоменю́к (укр. Володимир Михайлович Гоменюк; 19 июля 1985, Бокийма, Ровенская область) — украинский футболист, нападающий. Выступал в составе национальной сборной Украины. По окончании карьеры стал тренером

## Биография

### Клубная карьера
Свою футбольную карьеру Владимир Гоменюк начал в клубе «Иква» из города Млинов. Затем находился в стане дубля луцкой «Волыни». В 2005 году Гоменюк перешёл в состав клуба «Таврия». В свои 19 лет Владимир быстро стал основным игроком «Таврии», а позже стал и капитаном команды.
В январе 2009 года перешёл в днепропетровский «Днепр», подписал контракт на три года. Первый гол за «Днепр» забил в 6-й игре, сыгранной за клуб, в матче 11 апреля с «Ворсклой» на третьей минуте встречи. С 2011 по 2013 годы играл за киевский «Арсенал».
В последний день трансферного окна, 2 сентября 2013 года, перешёл на правах аренды в харьковский «Металлист», где был призван заменить покинувшего команду Кристальдо.
Летом 2015 года был заявлен за новичка чемпионата Украины, днепродзержинскую «Сталь», которая заняла место обанкротившегося донецкого «Металлурга». В новом клубе Владимир Гоменюк взял 8 номер. В составе новой команды дебютировал в игре первого тура чемпионата Украины 2015/16 против киевского «Динамо», Гоменюк начал матч в стартовом составе, а на 72 минуте был заменён на Евгения Будника. «Сталь» в итоге проиграла со счётом (1:2). 24 января 2016 года стало известно, что Владимир покинул днепродзержинский клуб вместе с ещё одним игроком команды Ростиславом Багдасаровым. В марте 2016 года объявил о завершении карьеры футболиста.
В 2018 году стал одним из тренеров ровненского «Вереса». Летом 2018 года назначен главным тренером клуба.

### Карьера в сборной
В национальной сборной Украины Владимир дебютировал 1 июня 2008 года в товарищеском матче против сборной Швеции, который завершился победой Украины со счётом 1:0. Спустя три месяца Гоменюк сыграл в отборочном матче к чемпионату мира 2010.
В следующий раз он был вызван в сборную в конце мая 2013 года Михаилом Фоменко на товарищеский матч против Камеруна 2 июня и встречу в рамках квалификации на чемпионат мира 2014 против Черногории 7 июня.